# Distichophyllum rotundifolium
Distichophyllum rotundifolium là một loài Rêu trong họ Hookeriaceae. Loài này được (Hook. f. & Wilson) Müll. Hal. & Broth. mô tả khoa học đầu tiên năm 1900.